# Коикэ, Саори
Саори Коикэ (яп. 小池沙織 Коикэ Саори, род. 1983, Яманаси, Япония) — прима-балерина «Кремлёвского балета». Была ведущей солисткой балетной труппы театра оперы и балета им. Э. Сапаева. Лауреат Международного фестиваля «Tanz olymp» и обладательница серебряной медали (2015), лауреат премии зрительских симпатий на Международном конкурсе артистов балета «Арабеск-2006», победитель-дипломант X открытого конкурса артистов балета России «Арабеск-2008».

## Биография
Саори Коикэ родилась в 1983 году в городе Яманаcи в Японии. В 1994 году стала заниматься в частной балетной студии «Юми». В 1999 году прошла стажировку в группе «Tokio city ballet». В 2005 году окончила с отличием Пермское хореографическое училище. Её педагогом была Е. В. Быстрицкая.
В 2005 году стала солисткой балетной труппы «Хореографические миниатюры» Санкт-Петербургского академического театра балета им. Л. Якобсона. Лауреат Международного фестиваля «Tanz olymp» и обладательница серебряной медали. Фестиваль проходил в Берлине.
В 2006 году стала лауреатом премии зрительских симпатий на Международном конкурсе артистов балета «Арабеск-2006» в Перми. В марте 2007 году стала работать солисткой балета в Марийском театре оперы и балета им. Э. Сапаева. Её партнерами по сцене был солист Большого театра Морихиро Ивата и Константин Иванов.
В период с 2007 по 2010 год ездила на гастроли во Францию, Германию, Китай, Мексику. В 2008 году стала победителем-дипломантом X открытого конкурса артистов балета России «Арабеск-2008». В 2009 году — получила почётную грамоту Министерства культуры, печати по делам национальностей Республики Марий Эл.
Исполняла партию Гамзатти в балете «Баядерка», Кармен в балете «Кармен», Она в «Кармина Бурана», Джульетту в «Ромео и Джульетта», Лизу в «Тщетной предосторожности», принцесса Флорину в «Спящей красавице», подруга Эрики в «Лесной легенде», Машу, Французскую куклу в «Щелкунчике», Амурчика, Вставные вариации в «Дон Кихоте», Золушку, Фею осени в «Золушке», Жизель, Две вилиссы и Свадебное па-де-де в балете «Жизель», Фригию, Эгину в балете «Спартак», Одетту-Одилию в «Лебедином озере».
В 2011 году стала работать в «Кремлёвском балете» вместе с мужем Егором Мотузовым. У пары есть дочь Кира (род. 2019).